# Campionatul European de Minifotbal 2015
Faza Grupelor

## Faza Grupelor
În cazul în care două sau mai multe echipe sunt la egaliate de puncte după finalizarea meciurilor din grup, pentru a accede mai departe se aplică următoarele criterii de departajare: 
1. Rezultatul meciurilor jucate între echipele în cauză;
2. Diferența de gol în toate meciurile din grupă;
3. Un număr mai mare de goluri înscrise în toate meciurile din grupă;
4. Numărul mai mare de victorii în toate meciurile din grupă;
5. Poziția în sistemul de clasificare EMF;
6. Dificultatea adversarilor (conform sistemului de clasificare a CEM);

### Grupa A
| Echipa    | MJ | V | E | Î | GM | GP | G   | Pct |
| --------- | -- | - | - | - | -- | -- | --- | --- |
| } Croația | 3  | 3 | 0 | 0 | 13 | 2  | +11 | 9   |
| } Israel  | 3  | 2 | 0 | 1 | 9  | 3  | +6  | 6   |
| Lituania  | 3  | 1 | 0 | 2 | 9  | 11 | −2  | 3   |
| Luxemburg | 3  | 0 | 0 | 3 | 1  | 16 | −15 | 0   |

| Croația | 7–1    | Lituania               |
| --- | ------ | ---------------------- |
| Željko Šimić 6' Mario Orlović 14' Alen Herceg 19' Tin Prpić 24' Zoran Lukavečki 27' 30' Stjepan Korenika 37' Šimun Popov 38' | Report | Darius Pupliauskas 38' |

| Israel                                                                      | 5–0    | Luxemburg          |
| --------------------------------------------------------------------------- | ------ | ------------------ |
| Sharon Adani 3' Omer Shifman 10' 33' Alek Stunis 20' ? 30' Roei Amsalem 32' | Report | Fabio Ferreira 29' |

| Israel                                                | 3–1    | Lituania              |
| ----------------------------------------------------- | ------ | --------------------- |
| Liran Yahav 11' Alek Stunis 17', 34' Amit Sharabi 20' | Report | Tautvydas Bagonas 11' |

| Croația                                                                               | 4:0    | Luxemburg |
| ------------------------------------------------------------------------------------- | ------ | --------- |
| Tin Prpić 5' Ivan Smok 26' Željko Šimić 26' Aleksandar Korenika 32' Mario Orlović 33' | Report |           |

| Croația                        | 2:1    | Israel                         |
| ------------------------------ | ------ | ------------------------------ |
| Ivan Smok 21' Željko Šimić 34' | Report | Amit Kamhazi 2' Liran Yahav 8' |

| Lituania                                                                                      | 7:1    | Luxemburg               |
| --------------------------------------------------------------------------------------------- | ------ | ----------------------- |
| Artur Plesakov 2', 35' Tautvydas Bagonas 9', 36' Justinas Zagurskas 13' Artur Juchno 25', 34' | Report | Christopher Da Graga 6' |

### Grupa B
| Echipa    | MJ | V | E | Î | GM | GP | G  | Pct |
| --------- | -- | - | - | - | -- | -- | -- | --- |
| } România | 3  | 3 | 0 | 0 | 6  | 0  | +6 | 9   |
| } Scoția  | 3  | 1 | 1 | 1 | 5  | 2  | +3 | 4   |
| Serbia    | 3  | 0 | 2 | 1 | 4  | 6  | −2 | 2   |
| Bulgaria  | 3  | 0 | 1 | 2 | 4  | 10 | −6 | 1   |

| Bulgaria                       | 2–2    | Serbia                                                             |
| ------------------------------ | ------ | ------------------------------------------------------------------ |
| Zaprin Golachki 00:08', 00:14' | Report | Nikola Mandić 00:07' Nenad Stefanović 00:19' Igor Jančevski 00:22' |

| România                             | 1-0    | Scoția                         |
| ----------------------------------- | ------ | ------------------------------ |
| Ciprian Ursu 8' 14' Mircea Popa 33' | Report | Blair Steele 20' Lee Wells 26' |

| Bulgaria                                                                   | 2–5    | Scoția                                                                        |
| -------------------------------------------------------------------------- | ------ | ----------------------------------------------------------------------------- |
| Zaprin Golachki 2' Yordan Mihaylov 22' Spas Milushev 35' Ivan Hamalski 38' | Report | Joe Andrew 12', 13' Chris Malone 26', 33' Iain Anderson 37' Sean McIntyre 38' |

| România                     | 2–0    | Serbia             |
| --------------------------- | ------ | ------------------ |
| Adrian Calugareanu 19', 40' | Report | Dalibor Kecman 36' |

| Scoția                                                   | 2–2    | Serbia                                  |
| -------------------------------------------------------- | ------ | --------------------------------------- |
| Lee Wells 7' Radomir Sekulić 34' (o.g) Iain Anderson 39' | Report | Radomir Sekulić 1' Nenad Stefanović 40' |

| România                                                | 3-0    | Bulgaria          |
| ------------------------------------------------------ | ------ | ----------------- |
| Ionut Marian 2' Gabriel Tanase 7' Ciprian Bucovanu 26' | Report | Ivan Hamalski 25' |

### Grupa C
| Echipa     | MJ | V | E | Î | GM | GP | G  | Pct |
| ---------- | -- | - | - | - | -- | -- | -- | --- |
| } Slovacia | 4  | 1 | 2 | 1 | 4  | 3  | +1 | 5   |
| } Anglia   | 4  | 1 | 2 | 1 | 4  | 3  | +1 | 5   |
| Portugalia | 3  | 1 | 1 | 1 | 5  | 5  | 0  | 4   |
| Letonia    | 3  | 0 | 1 | 2 | 2  | 4  | −2 | 1   |

| Anglia                                                                     | 3–2    | Portugalia                           |
| -------------------------------------------------------------------------- | ------ | ------------------------------------ |
| Bradley Wadkins 3' Kirk Herbert 27', 36' Mo Hashi 33' 39' George Isaac 37' | Report | David Fernandes 23' João Antunes 31' |

| Slovacia                       | 2-1    | Letonia            |
| ------------------------------ | ------ | ------------------ |
| Rudolf Beliš 6' Erik Szabo 32' | Report | Andrejs Sitiks 35' |

| Anglia                                        | 0-0    | Letonia            |
| --------------------------------------------- | ------ | ------------------ |
| Callam Gardner 9' Sam Kanani 16' Ben Long 39' | Report | Gatis Rožkalns 34' |

| Slovacia                                                            | 1-1    | Portugalia                                 |
| ------------------------------------------------------------------- | ------ | ------------------------------------------ |
| Filip Bednár 20' Juraj Stašiak 27' Erik Szabo 37' Félix Ľudovít 40' | Report | José Carlos Ferreira 20' Carlos Vieira 37' |

| Letonia                                   | 1-2    | Portugalia                                                                                       |
| ----------------------------------------- | ------ | ------------------------------------------------------------------------------------------------ |
| Gatis Rožkalns 14' Ainārs Daudziešans 40' | Report | José Carlos Ferreira 19' João Antunes 28' 32' Luís Osório 38' Pedro Bernardo 39' José Afonso 40' |

| Slovacia          | 1-1    | Anglia                          |
| ----------------- | ------ | ------------------------------- |
| Ľudovít Félix 13' | Report | Sam Kanani 16' George Isaac 34' |

### Grupa D
| Echipa   | MJ | V | E | Î | GM | GP | G  | Pct |
| -------- | -- | - | - | - | -- | -- | -- | --- |
| Italia   | 1  | 1 | 0 | 0 | 3  | 1  | +2 | 3   |
| Moldova  | 1  | 0 | 0 | 1 | 1  | 3  | −2 | 0   |
| Slovenia | 0  | 0 | 0 | 0 | 0  | 0  | 0  | 0   |
| Ungaria  | 0  | 0 | 0 | 0 | 0  | 0  | 0  | 0   |

| Republica Moldova   | 1–3    | Italia                                                              |
| ------------------- | ------ | ------------------------------------------------------------------- |
| Vasile Arlet 00:38' | Report | Antonio Abatemattei 00:08' Davide Barbaro 00:33' Bruno Salku 00:40' |

### Grupa E
| Echipa | MJ | V | E | Î | GM | GP | G  | Pct |
| ------ | -- | - | - | - | -- | -- | -- | --- |
| Cehia  | 1  | 1 | 0 | 0 | 2  | 1  | +1 | 3   |
| Spania | 1  | 0 | 0 | 1 | 1  | 2  | −1 | 0   |
| Grecia | 0  | 0 | 0 | 0 | 0  | 0  | 0  | 0   |
| Belgia | 0  | 0 | 0 | 0 | 0  | 0  | 0  | 0   |

| Cehia                                                                                   | 2–1    | Spania                                                          |
| --------------------------------------------------------------------------------------- | ------ | --------------------------------------------------------------- |
| Patrik Levčík 00:04' Jaroslav Černý 00:34' Čeněk Cenek 00:38' Jaroslav Procházka 00:39' | Report | Luis Alberto Martínez Pelaez 00:14' Mario Santos Fuentes 00:39' |

### Grupa F
| Echipa                | MJ | V | E | Î | GM | GP | G  | Pct |
| --------------------- | -- | - | - | - | -- | -- | -- | --- |
| Bosnia și Herțegovina | 3  | 2 | 1 | 0 | 7  | 1  | +6 | 7   |
| Germania              | 3  | 2 | 1 | 0 | 5  | 1  | +4 | 7   |
| Kazahstan             | 3  | 1 | 0 | 2 | 4  | 8  | −4 | 3   |
| Țara Galilor          | 3  | 0 | 0 | 3 | 2  | 8  | −6 | 0   |

| Kazahstan                  | 1–4    | Bosnia și Herțegovina                                      |
| -------------------------- | ------ | ---------------------------------------------------------- |
| Daniyar Kenzhegulov 00:40' | Report | Andreas Berović 00:08' Marko Vujica 00:33', 00:38', 00:40' |

| Germania | 0–0    | Bosnia și Herțegovina |
| -------- | ------ | --------------------- |
|          | Report |                       |

| Țara Galilor | 0–3    | Bosnia și Herțegovina |
| ------------ | ------ | --------------------- |
|              | Report |                       |

### Grupa G
| Echipa     | MJ | V | E | Î | GM | GP | G  | Pct |
| ---------- | -- | - | - | - | -- | -- | -- | --- |
| Polonia    | 1  | 1 | 0 | 0 | 6  | 0  | +6 | 3   |
| Franța     | 1  | 0 | 0 | 1 | 0  | 6  | −6 | 0   |
| Muntenegru | 0  | 0 | 0 | 0 | 0  | 0  | 0  | 0   |
| Cipru      | 0  | 0 | 0 | 0 | 0  | 0  | 0  | 0   |

| Polonia | 6–0    | Franța |
| --- | ------ | ------ |
| Christian Tomyk 00:02', 00:12' Mateusz Gliński 00:08' Bartłomiej Dębicki 00:16' Marcin Grzywa 00:30' Przemysław Kotlarz 00:38' | Report |        |

### Grupa H
| Echipa  | MJ | V | E | Î | GM | GP | G  | Pct |
| ------- | -- | - | - | - | -- | -- | -- | --- |
| Rusia   | 1  | 1 | 0 | 0 | 5  | 1  | +4 | 3   |
| Irlanda | 1  | 1 | 0 | 0 | 1  | 0  | +1 | 3   |
| Turcia  | 1  | 0 | 0 | 1 | 0  | 1  | −1 | 0   |
| Austria | 1  | 0 | 0 | 1 | 1  | 5  | −4 | 0   |

| Turcia | 0–1    | Republica Irlanda                     |
| ------ | ------ | ------------------------------------- |
|        | Report | James Timmons 00:39' Ian Bryne 00:44' |

| Rusia                                                                                                | 5–1    | Austria           |
| --- | ------ | ----------------- |
| Evgeny Aldonin 00:03', 00:15' Viktor Bukievsky 00:13' Alexandr Kuksov 00:27' Vladimir Chitaya 00:28' | Report | Mesut Ünal 00:11' |

### Faza Eliminatorie
În fazele eliminatorie dacă un meci se termină la egalitate în timp regulamentar se trece direct la penalti, o repriză are 20 de minute.
|Consol=Finala Mică
|  | Optimi     | Optimi  |          |       | Sferturi de finală | Sferturi de finală |  |  | Semifinale | Semifinale |  |  | Finala | Finala |
|  |            |         |          |       |                    |                    |  |  |            |            |  |  |        |        |
|  |            |         |          |       |                    |                    |  |  |            |            |  |  |        |        |
|  |            |         |          |       |                    |                    |  |  |            |            |  |  |        |        |
|  | Croația    | 3       |          |       |                    |                    |  |  |            |            |  |  |        |        |
|  | Croația    | 3       |          |       |                    |                    |  |  |            |            |  |  |        |        |
|  | Scoția     | 0       |          |       |                    |                    |  |  |            |            |  |  |        |        |
|  | Scoția     | 0       | Croația  | 1     |                    |                    |  |  |            |            |  |  |        |        |
|  |            |         | Croația  | 1     |                    |                    |  |  |            |            |  |  |        |        |
|  |            | Ungaria | 0        |       |                    |                    |  |  |            |            |  |  |        |        |
|  | Anglia     | Ungaria | 0        | 0 (5) |                    |                    |  |  |            |            |  |  |        |        |
|  | Anglia     |         |          | 0 (5) |                    |                    |  |  |            |            |  |  |        |        |
|  | Ungaria    | 0 (6)   |          |       |                    |                    |  |  |            |            |  |  |        |        |
|  | Ungaria    | 0 (6)   | Bosnia   | 1 (2) |                    |                    |  |  |            |            |  |  |        |        |
|  |            |         | Bosnia   | 1 (2) |                    |                    |  |  |            |            |  |  |        |        |
|  |            | Croația | 1 (3)    |       |                    |                    |  |  |            |            |  |  |        |        |
|  | Spania     | Croația | 1 (3)    | 1 (2) |                    |                    |  |  |            |            |  |  |        |        |
|  | Spania     |         |          | 1 (2) |                    |                    |  |  |            |            |  |  |        |        |
|  | Bosnia     | 1 (3)   |          |       |                    |                    |  |  |            |            |  |  |        |        |
|  | Bosnia     | 1 (3)   | Bosnia   | 2 (2) |                    |                    |  |  |            |            |  |  |        |        |
|  |            |         | Bosnia   | 2 (2) |                    |                    |  |  |            |            |  |  |        |        |
|  |            | Polonia | 2 (0)    |       |                    |                    |  |  |            |            |  |  |        |        |
|  | Polonia    | Polonia | 2 (0)    | 3     |                    |                    |  |  |            |            |  |  |        |        |
|  | Polonia    |         |          | 3     |                    |                    |  |  |            |            |  |  |        |        |
|  | Austria    | 1       |          |       |                    |                    |  |  |            |            |  |  |        |        |
|  | Austria    | 1       | România  | 5     |                    |                    |  |  |            |            |  |  |        |        |
|  |            |         | România  | 5     |                    |                    |  |  |            |            |  |  |        |        |
|  |            | Croația | 1        |       |                    |                    |  |  |            |            |  |  |        |        |
|  | Cehia      | Croația | 1        | 3     |                    |                    |  |  |            |            |  |  |        |        |
|  | Cehia      |         |          | 3     |                    |                    |  |  |            |            |  |  |        |        |
|  | Germania   | 1       |          |       |                    |                    |  |  |            |            |  |  |        |        |
|  | Germania   | 1       | Cehia    | 3     |                    |                    |  |  |            |            |  |  |        |        |
|  |            |         | Cehia    | 3     |                    |                    |  |  |            |            |  |  |        |        |
|  |            | Rusia   | 1        |       |                    |                    |  |  |            |            |  |  |        |        |
|  | Muntenegru | Rusia   | 1        | 2     |                    |                    |  |  |            |            |  |  |        |        |
|  | Muntenegru |         |          | 2     |                    |                    |  |  |            |            |  |  |        |        |
|  | Rusia      | 3       |          |       |                    |                    |  |  |            |            |  |  |        |        |
|  | Rusia      | 3       | Cehia    | 1 (1) |                    |                    |  |  |            |            |  |  |        |        |
|  |            |         | Cehia    | 1 (1) |                    |                    |  |  |            |            |  |  |        |        |
|  |            | România | 1 (2)    |       | Finala mică        | Finala mică        |  |  |            |            |  |  |        |        |
|  | Slovacia   | România | 1 (2)    | 1     | Finala mică        | Finala mică        |  |  |            |            |  |  |        |        |
|  | Slovacia   |         |          | 1     |                    |                    |  |  |            |            |  |  |        |        |
|  | Slovenia   | 2       |          |       |                    |                    |  |  |            |            |  |  |        |        |
|  | Slovenia   | 2       | Slovenia | 1     | Bosnia             | 4                  |  |  |            |            |  |  |        |        |
|  |            |         | Slovenia | 1     | Bosnia             | 4                  |  |  |            |            |  |  |        |        |
|  |            | România | 4        |       | Cehia              | 3                  |  |  |            |            |  |  |        |        |
|  | Israel     | România | 4        | 0     | Cehia              | 3                  |  |  |            |            |  |  |        |        |
|  | Israel     |         |          | 0     |                    |                    |  |  |            |            |  |  |        |        |
|  | România    | 2       |          |       |                    |                    |  |  |            |            |  |  |        |        |
|  | România    | 2       |          |       |                    |                    |  |  |            |            |  |  |        |        |

## Clasament Final
|    | România       |
|    | Croația       |
|    | Bosnia        |
| 4  | Cehia         |
| 5  | Rusia         |
| 6  | Ungaria       |
| 7  | Polonia       |
| 8  | Slovenia      |
| 9  | Israel        |
| 10 | Muntenegru    |
| 11 | Austria       |
| 12 | Spania        |
| 13 | Germania      |
| 14 | Anglia        |
| 15 | Slovacia      |
| 16 | Scoția        |
| 17 | Franța        |
| 18 | Portugalia    |
| 19 | Grecia        |
| 20 | Lituania      |
| 21 | Irlanda       |
| 22 | Kazahstan     |
| 23 | Italia        |
| 24 | Serbia        |
| 25 | Letonia       |
| 26 | Bulgaria      |
| 27 | Turcia        |
| 28 | Cipru         |
| 29 | Țara Galilor  |
| 30 | Moldova       |
| 31 | Belgia        |
| 32 | Liechtenstein |

| Campionatul European de Minifotbal 2015 România Al șaselea titlu |
| ---------------------------------------------------------------- |

## Vezi și
- Campionatul European de Minifotbal 2014